# Sommière (Belgique)
Pour les articles homonymes, voir Sommière (homonymie).
Sommière (en wallon Somère) est une section de la commune belge d'Onhaye située en Région wallonne dans la province de Namur.
Cette commune est bornée au nord par la commune de Haut-le-Wastia et Anhée, à l’est par celle de Bouvignes, elle touche au sud aux territoires d’Onhaye et de Weillen, et à l’ouest à celui de Falaën. 
C'était une commune à part entière avant la fusion des communes de 1977.

## Étymologie
L'origine du nom du village provient du terme latin summus signifiant « sommet » mais pourrait aussi provenir du mot « somme » dans l'expression « bêtes de somme » que le village aurait pu élever.

## Géographie

### Situation
Le village se situe sur le plateau calcaire entre la vallée de la Meuse et la vallée du Flavion aux alentours de Dinant. La localisation originelle du village ne se situe néanmoins pas au niveau du sommet de la colline actuelle mais bien auprès d'un lieu-dit La fontaine de Hersin situé entre les fermes de Hontoir et de Rostenne. Ces deux hameaux font partie du territoire de Sommière.

## Évolution démographique
- Source: DGS, 1831 à 1970=recensements population, 1976= habitants au 31 décembre

## Histoire
Hontoir consiste principalement à l'heure actuelle en une ferme. Néanmoins, ce site revêt un caractère historique certain puisque des fouilles ont mis en évidence l'existence d'un ancien cimetière romain.
En 1829, la commune comptait 146 hommes et 146 femmes répartis dans 7 maisons rurales, 44 cabanes, 6 fermes et 1 maison particulière. Les maisons sont en pierre et couvertes de chaume.
La même année, il y avait 66 chevaux et 42 poulains, 93 bovins et 26 veaux, 40 porcs et 1 000 moutons.

### Seconde Guerre mondiale
Le hameau de Hontoir est défendu le 13 mai 1940 par le 66e régiment d’infanterie français. Des agents de liaison, des téléphonistes et des cuisiniers vont se défendre pendant plus de 24 heures. Il faudra des tanks pour les débusquer le mardi 14 vers 11h du matin.

## Patrimoine et culture

### Patrimoine architectural
Les maisons les plus anciennes sont en pierre. L'église ainsi que le presbytère datent du XVIIe siècle.
En face de la ferme de Hontoir, au carrefour de la route Sommière-Haut-le-Wastia, un monument fut érigé en 1948 en l’honneur de Mme Marie-Louise del Marmol, décédée au camp de Belzig (Allemagne) le 8 septembre 1944.
Les fermes en carré et chapelles du hameau de Rostenne.

## Personnalités
René Brémer, lieutenant-colonel dans l'armée belge, héros de la Première Guerre mondiale né à Sommière.

## Vie associative